# 認知ロボティクス
認知ロボティクス（にんちロボティクス、英: Cognitive robotics(英語版)、CR)は、制限された計算資源を使い、複雑な環境において複雑な目標の達成を可能とする高水準の認識能力を、ロボットへ与えることに関する分野である。ロボットの認識能力は知覚処理、注意割り付け、期待、計画、他のエージェントについての推論、および自身の状態についての推論を含む。ロボットの認識は現実の世界(またはシミュレーションされたCRの場合は、仮想の世界)での知的エージェントの挙動によって具体的に現れる。認知ロボティクスは、知識表現、自動的な推論と計画などの様々な人工知能の考え方を応用している。
また、内部状態の遷移を定義するためのエージェントプログラミング言語を使用する場合がある。いくつかの技法が認知ロボティクスに採用されており、古典的なAI手法だけではなく、(神経科学や動物の行動の研究など)生物学上においてインスパイアされたものもある。